# Kinyongia itombwensis
Kinyongia itombwensis — вид ігуаноподібних ящірок родини хамелеонових (Chamaeleonidae). Ендемік Демократичної Республіки Конго. Раніше вважався конспецифічним з Kinyongia adolfifriderici, однак був визнаний окремим видом.

## Поширення і екологія
Kinyongia itombwensis мешкають в горах Ітомбве і Кабобо на сході ДР Конго. Вони живуть у вологих гірських тропічних лісах, на висоті від 2020 до 2208 м над рівнем моря.